# Heiratsannoncen
Heiratsannoncen ist ein deutsches Stummfilmlustspiel aus dem Jahre 1925 von Fritz Kaufmann mit Ruth Weyher und Johannes Riemann in den Hauptrollen. 

## Handlung
Wegen einer Nichtigkeit ging die Ehe zwischen Werner und Käthe Mathes in die Brüche, sodass Käthe, nunmehr geschieden und auf sich alleingestellt, nach einem Job Ausschau halten muss, der ihr ein gesichertes Einkommen verspricht. Den findet sie im Hause des wohlhabenden Herrn Rennfisch, wo sie als Gesellschaftsdame der kapriziösen Tochter Ivonne eingestellt wird. In dem Haushalt dieses Emporkömmlings muss sie fortan so manche Demütigung und Niedertracht hinnehmen. 
Der Gipfel der Frechheit, so empfindet es Käthe, wird erreicht, als, nachdem man per Heiratsannonce keinen passenden Ehemann für Ivonne ausspähen konnte, nunmehr Käthes Ex-Mann, einen attraktiven Akademiker, ins Visier genommen hat. Käthe, die ihren Werner noch immer liebt, will dies natürlich unbedingt verhindern. Mit Erfolg, denn Ivonne verleibt sich eines Tages in den wesentlich älteren aber sehr eleganten und welterfahrenen Legationsrat Dr. von Sedlin. Werner, der nie aufgehört hat, seine Ex-Gattin zu lieben, findet nach allerlei turbulentem hin und her wieder mit ihr zusammen.

## Produktionsnotizen
Heiratsannoncen entstand wohl Mitte 1925 und wurde am 21. August 1925 erstmals der Zensur vorgelegt. Infolge des erteilten Jugendverbots wurde der Streifen am 7. Oktober 1925 erneut der Zensur vorgelegt. Trotz Kürzungen von 2625 Meter auf nunmehr 2360 Meter blieb es beim Jugendverbot. Erst im Februar 1926 kam es zur Premiere am Alhambra-Kino in Berlin.
Die Filmbauten gestaltete Fritz Willi Krohn.

## Kritik
Das Kino-Journal befand: „Eine Fülle humoristischer Episoden belebt den Hauptinhalt des Lustspiels.“

## Einzelnachweis
1. ↑  „Heiratsannoncen“. In: Das Kino-Journal. Offizielles Organ des Bundes österreichischer(/der österreichischen) Lichtspiel-Theater, der Landes-Fachverbände und der Sektion Niederösterreich-Land / Das Kino-Journal. Offizielles Organ des Zentralverbandes der österreichischen Lichtspiel-Theater und sämtlicher Landes-Fachverbände / Das Kino-Journal. Offizielles Organ des Bundes der Wiener Lichtspieltheater und sämtlicher Landes-Fachverbände / Das Kino-Journal. (Vorläufiges) Mitteilungsblatt der Außenstelle Wien der Reichsfilmkammer, 3. Oktober 1925, S. 20 (online bei ANNO).